# Ichthyophis paucisulcus
Ichthyophis paucisulcus és una espècie d'amfibis gimnofions de la família Ichthyophiidae. Habita a Indonèsia i Singapore. El seu hàbitat inclou boscos tropicals o subtropicals secs a baixa altitud, subtropical o tropical pantans, rius, corrents intermitents d'aigua, plantacions, jardins rurals, zones prèviament boscoses ara molt degradades, terra cultivable inundada per estacions, canals i dics.